# Château de Bridiers
Le château de Bridiers est une ruine du château-fort médiéval construit à partir de la fin du XIIe siècle par les vicomtes d’Aubusson, situé au lieu-dit Bridiers dans l'Est de la commune de La Souterraine, dans le département de la Creuse, région Nouvelle-Aquitaine, en France.

## Présentation
La tour de Bridiers est la pièce maîtresse la plus visible de l'ancien château fort. Ce donjon, longtemps à l'abandon, a fait l'objet d'une campagne de sauvegarde et un chantier archéologique a dégagé les structures pentagonales de l'édifice.
En 2019, le chantier est toujours en cours de fouille et de restauration, mais le site est ouvert à tous publics et toute l'année. On peut y accéder directement par la route, mais aussi par le biais d'une promenade pédestre au départ de l'étang du Cheix. Un jardin médiéval agrémente le parterre du château.

## Historique
Par sa situation, aux marches de la région limousine, au carrefour de la route gauloise de Lyon à Saintes, et de la voie romaine de Bordeaux à Bourges, le château a connu de nombreuses opérations militaires. 
En 1177, il fut assiégé et pris par Henri II d'Angleterre. 
En 1356, la bande du Captal de Buch, allié des Anglais, s'en empara.
La tour et vestiges du château sont classés au titre des monuments historiques, par arrêté du 24 septembre 1968.

## Le jardin médiéval
Le projet du jardin médiéval de Bridiers est né des mains de Jean-Philippe Béguin et des personnes membres du chantier d’insertion de la ville. Depuis 2008, sa conception et son entretien sont confiés aux services municipaux. À partir de 1999, un troupeau de chèvres du Rove participe également à l’entretien du site.

## Autres informations

### Événements
Chaque année au 14 juillet, le site accueille le spectacle pyromusical organisé à l’occasion de la fête nationale.
Annuellement, sur le site des ruines, un spectacle de grande ampleur intitulé « Fresque historique de Bridiers » présente plus de 25 tableaux alliant jeux de lumière, images géantes, musique, pyrotechnie: incluant plus de 500 bénévoles et acteurs sur scène, plus de 2500 costumes (de la Préhistoire à 1945), des décors à l'échelle du château, pour environ 2000 places de public en gradins.
En juillet et août chaque année, le site accueille des expositions artistiques.

### Accès
L'accès au site du château est gratuit et accessible à tous ; la montée à la tour est gérée par la municipalité et payant (2€). La tour n'est pas adaptée aux personnes à mobilité réduite (PMR). Pas de visite guidée proposée.
Des toilettes sèches sont disponibles près du jardin médiéval.